# Windham (contea di Bradford)
Windham  è una township degli Stati Uniti d'America, nella contea di Bradford nello Stato della Pennsylvania. Secondo il censimento del 2000 la popolazione è di 967 abitanti.

## Società

### Evoluzione demografica
La composizione etnica vede una maggioranza di quella bianca (98,86%), seguita dai nativi americani e dagli asiatici (0,21%) dati del 2000.
| township di Windham Popolazione |     |
| 2000                            | 967 |
| Stima al 2009                   | 931 |